# Erik Boström (idrottare)
Erik "Boa" Boström, född 23 augusti 1869 i Jakob och Johannes församling i Stockholm, död 13 juni 1932 i Engelbrekts församling i Stockholm, var en svensk idrottsman. Han tävlade för Stockholms Pistolklubb.

## Skytte
Som sportskytt deltog Boström i olympiska sommarspelen 1912 i Stockholm. Där blev han bland annat femma i fripistol individuellt samt ingick i det svenska lag som vann silver i samma gren.

## Kanotsegling
Boström var även kanotseglare och från 1915 ordförande för Föreningen för Kanot-Idrott. Han var 1922 även en av stiftarna av Navigationssällskapet.

## Skridskosegling
Boström var aktiv inom Stockholms Skridskoseglarklubb och som israpportör.

## Skrifter av Erik Boström
Boström, Erik, Högborg, Gerhard, red. ”En kanotfärd runt Åland”. Kanotidrott. Utgiven av Föreningen för Kanot-Idrott vid dess 25-årsjubileum. Kanotidrott. "3". Stockholm: Föreningen för Kanot-Idrott. Libris 1472323
Boström, Erik, Högborg, Gerhard, red. ”Om långfärdskanoter”. Kanotidrott. Utgiven av Föreningen för Kanot-Idrott vid dess 25-årsjubileum. Kanotidrott. "3". Stockholm: Föreningen för Kanot-Idrott. Libris 1472323